# Mitsubishi Proudia
Der Mitsubishi Proudia ist eine vom japanischen Automobilhersteller Mitsubishi ausschließlich in Japan angebotene Limousine der Oberklasse. 

## Erste Generation (1999–2001)

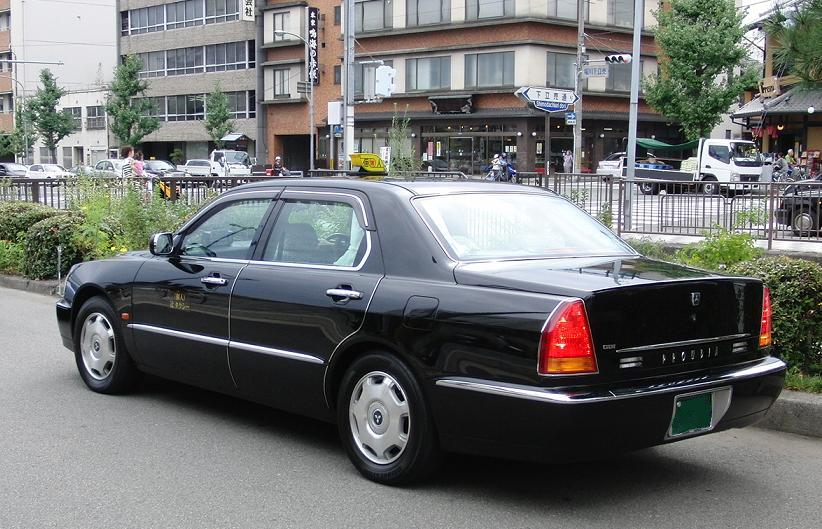
Heckansicht

Die erste Generation des Mitsubishi Proudia wurde von Ende 1999 bis März 2001 hergestellt. Der Name ist ein Kunstwort, zusammengesetzt aus den englischen Wörtern proud (stolz) und diamond (das Firmenlogo stellt einen Diamanten dar). Der Proudia und sein größeres Schwestermodell Mitsubishi Dignity wurden gemeinsam mit der südkoreanischen Firma Hyundai entwickelt, die ihre eigene Variante unter der Bezeichnung Hyundai Equus verkaufte. 
Der Proudia war in drei Versionen lieferbar, als Proudia A, B oder C. Bei Proudia A und B sorgte ein 3,5 l-V6 mit 176 kW (240 PS) für den Antrieb, beim C ein von Mitsubishi neu entwickelter 4,5 l-V8 mit Direkteinspritzung, der 206 kW (280 PS) leistete. 
Proudia und Dignity blieben nur 15 Monate im Programm, da sich Mitsubishi aufgrund finanzieller Probleme genötigt sah, den Bau der Modelle einzustellen, um Kosten zu senken und sein Modellprogramm zu entschlacken.

## Zweite Generation (2012–2016)

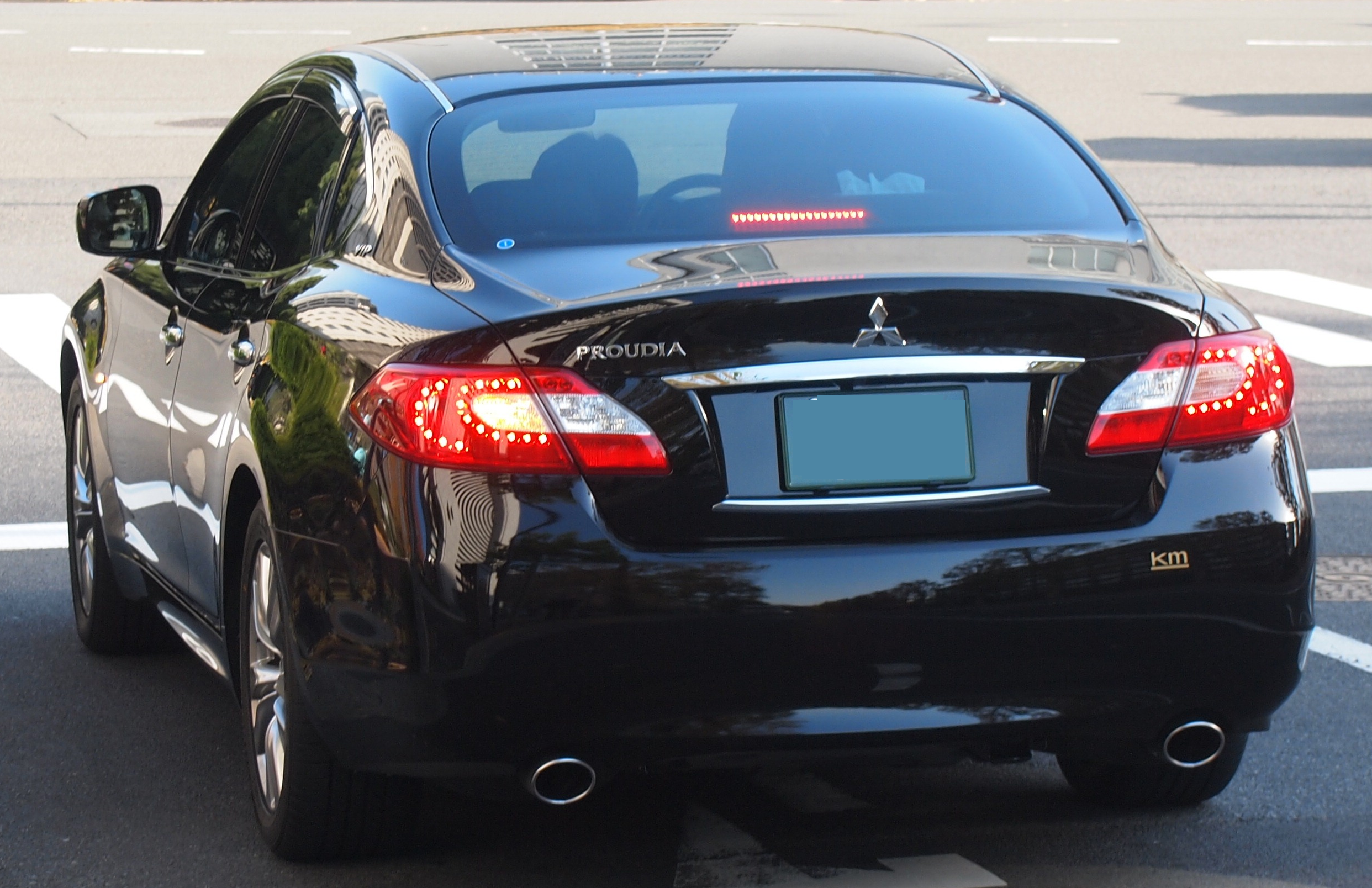
Heckansicht

Zwischen 2012 und 2016 wurde die zweite Generation des Mitsubishi Proudia ebenso wie ein neuer Mitsubishi Dignity auf dem japanischen Markt vertrieben. Der Mitsubishi Proudia basiert mittels Badge-Engineering auf dem Nissan Fuga Y51.